# Ivan Bartoš
Ivan Bartoš (Jablonec nad Nisou, 20 marzo 1980) è un politico ceco, leader del Partito Pirata Ceco dal 2009 e membro della Camera dei Deputati dall'ottobre 2017.
È stato presidente del Partito pirata ceco a più riprese, in precedenza tra il 2009 e il 2014, e poi in via definitiva dal 2016.
Dal novembre 2017 ricopre anche la carica di presidente della commissione per la pubblica amministrazione e lo sviluppo regionale. Bartoš è anche alla guida della coalizione elettorale Pirati e Sindaci candidatasi alle elezioni parlamentari ceche dell'ottobre 2021.

## Biografia
Ivan Bartoš è nato nel 1980 a Jablonec nad Nisou, una città industriale nel nord della Boemia, poi Cecoslovacchia. Ha studiato informazione e biblioteconomia presso la Facoltà di Lettere, Charles University di Praga, e ha partecipato a un programma di scambio di studenti presso l'Università di New Orleans. Successivamente, Bartoš ha lavorato nel settore IT ed è stato eletto presidente del Partito Pirata nell'ottobre 2009. 
Bartoš ha portato il partito alle sue prime elezioni nazionali nel 2010, con i Pirati che hanno ricevuto lo 0,8% dei voti e quindi nessuna rappresentanza alla Camera dei Deputati. 
Bartoš è stato di nuovo il principale candidato del partito alle elezioni legislative del 2013. Il partito ha ottenuto il 2,66% dei voti, non raggiungendo la soglia elettorale del 5%. Bartoš era il principale candidato dei Pirati per le elezioni del Parlamento europeo del 2014, ma il partito ha mancato di poco la soglia elettorale del 5%, ricevendo il 4,78% dei suffragi. Nel giugno 2014, Bartoš si è dimesso da leader del partito, è stato eletto di nuovo presidente nel 2016 e ha guidato i Pirati alle elezioni legislative del 2017, prendendo il 10,8% dei voti nazionali diventando il terzo partito più grande della Camera dei deputati, con 22 su 200 seggi. 
Bartoš è stato rieletto leader del partito nel 2018 e ha guidato la campagna per le elezioni locali del 2018, dove il principale candidato pirata a Praga, Zdeněk Hřib, è stato eletto sindaco di Praga. Nel 2019, Bartoš ha fatto campagna per le elezioni del Parlamento europeo a sostegno della lista del Partito Pirata e del candidato principale Marcel Kolaja. Il partito ha ottenuto il 13,95% dei voti ed è entrato nel Parlamento europeo con tre eurodeputati.